# Rezerwat przyrody Wisła pod Zawichostem

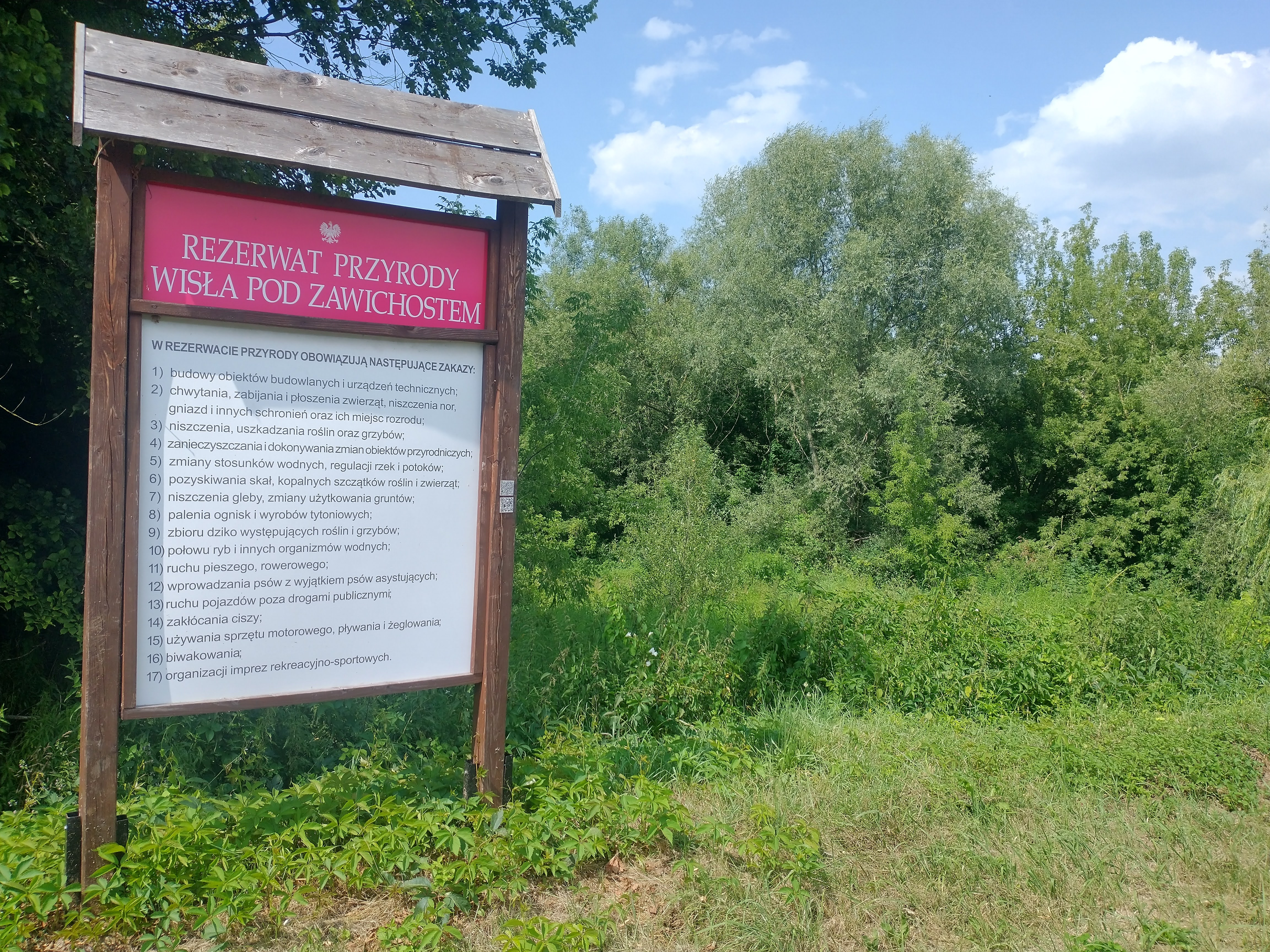
Widok od ulicy Plażowej w Zawichoście

Rezerwat przyrody Wisła pod Zawichostem – faunistyczny rezerwat przyrody znajdujący się na terenie województw: lubelskiego, podkarpackiego i świętokrzyskiego. Został utworzony w 2008 roku z inicjatywy Klubu Gaja i Ogólnopolskiego Towarzystwa Ochrony Ptaków.
- położenie geograficzne: dolina Wisły
- powierzchnia: 1242,0154 ha (początkowo 1263,9524 ha[3])
- rok utworzenia: 2008
- dokumenty powołujące:
  - Zarządzenie Wojewódzkiej Rady Ochrony Przyrody w Lublinie z dnia 15 lutego 2008 roku w sprawie uznania za rezerwat przyrody.
  - Rozporządzenie Wojewody Świętokrzyskiego nr 12/2008 z 9 października 2008 w sprawie uznania za rezerwat przyrody[2] (Dz. Urz. z 15 października 2008 nr 217, poz. 2907[4])
  - Rozporządzenie Nr 43/08 Wojewody Podkarpackiego z dnia 10 października 2008 r. w sprawie uznania za rezerwat przyrody[5]
- przedmiot ochrony (według aktu powołującego): zachowanie stanowisk lęgowych, miejsc żerowania oraz odpoczynku podczas wędrówek rzadkich i charakterystycznych dla doliny Wisły gatunków ptaków, w szczególności z rzędu siewkowych Charadriiformes[3].

Rezerwat obejmuje tereny:
- województwo lubelskie
  - 313,3254 ha (25,2% powierzchni rezerwatu) – w powiecie kraśnickim, w gminie Annopol[3].
- województwo podkarpackie
  - 262,86 ha[1] (21,2% powierzchni rezerwatu), początkowo 256,65 ha[5] – w powiecie stalowowolskim, w gminie Radomyśl nad Sanem;
- województwo świętokrzyskie
  - 665,83 ha[6] (53,6% powierzchni rezerwatu), początkowo 693,977 ha[3] – w powiecie sandomierskim, w gminie Dwikozy, w Zawichoście i gminie Zawichost.